# Президент Туниса
Президент Тунисской Республики — глава государства Тунисская Республика, избираемый всенародно на пятилетний срок и имеющий право избираться не более чем на два срока подряд.
Президент Тунисской Республики назначает премьер-министра страны и правительство.

## История
Пост президента в Тунисе появился 25 июля 1957 года после провозглашения республики и свержения короля, а до того бея страны Мухаммада аль-Амина.
- Первым президентом стал премьер-министр страны Хабиб Бургиба, бессменно занимавший этот пост до 1987 года, когда он был отрешён от должности по состоянию здоровья («Жасминовая революция»), и
- полномочия президента перешли к премьер-министру Зину эль-Абидину Бен Али, избранному на этот пост всенародно в 1989 году. 14 января 2011 года во время народных волнений в Тунисе Бен Али бежал из страны в Саудовскую Аравию, где получил политическое убежище.
  - Временно исполняющим обязанности президента Туниса стал премьер-министр Мохаммед Ганнуши, — а
  - на следующий день, в соответствии с Конституцией — председатель Палаты представителей Тунисской Республики Фуад Мебаза.
  - Было решено провести президентские выборы в течение двух месяцев.
- С 13 декабря 2011 по 31 декабря 2014 года пост президента занимал Монсеф Марзуки.
  - Его президентство прекратилось в связи с тем, что он проиграл на президентских выборах[1], во втором туре, Беджи Каиду Эс-Себси.
- С 31 декабря 2014 по 25 июля 2019 года, до самой своей смерти, президентом был Беджи Каид Эс-Себси.
  - Преемник: Мохамед Эн-Насер

## Список президентов
| № | Портрет       | Имя                                                          | Вступил в должность | Покинул должность        | Выборы              | Политическая партия                                                                                    | Должность        |
| - | ------------- | ------------------------------------------------------------ | ------------------- | ------------------------ | ------------------- | --- | ---------------- |
| 1 |               | Хабиб Бургиба (1903—2000) араб. حبيب بورقيبة‎                 | 25 июля 1957        | 7 ноября 1987            | 1959 1964 1969 1974 | Нео-Дестур                                                                                             | Президент        |
| - |               | Зин эль-Абидин Бен Али (1936—2019) араб. زين العابدين بن علي‎ | 7 ноября 1987       | 2 апреля 1989            | -                   | Социалистическая дустуровская партия (до 1988) Демократическое конституционное объединение (1988—2011) | И. о. Президента |
| 2 | 2 апреля 1989 | Зин эль-Абидин Бен Али (1936—2019) араб. زين العابدين بن علي‎ | 14 января 2011      | 1989 1994 1999 2004 2009 | Президент           | Социалистическая дустуровская партия (до 1988) Демократическое конституционное объединение (1988—2011) |                  |
| - |               | Мохаммед Ганнуши (1941—) араб. محمد الغنوشي‎                  | 14 января 2011      | 15 января 2011           | -                   | Демократическое конституционное объединение                                                            | И .о. Президента |
| - |               | Фуад Мебаза (1933—2025) араб. فؤاد المبزع‎                    | 15 января 2011      | 13 декабря 2011          | -                   | Демократическое конституционное объединение                                                            | И .о. Президента |
| 3 |               | Монсеф Марзуки (1945—) араб. المنصف المرزوقي‎                 | 13 декабря 2011     | 31 декабря 2014          | 2011                | Республиканский Конгресс                                                                               | Президент        |
| 4 |               | Беджи Каид Эс-Себси (1926—2019) араб. الباجي قائد السبسي‎     | 31 декабря 2014     | 25 июля 2019             | 2014                | Нидаа Тунис                                                                                            | Президент        |
| - |               | Мохаммед Эн-Насер (1934—) араб. محمد الناصر‎                  | 25 июля 2019        | 23 октября 2019          | -                   | Призыв Туниса                                                                                          | И. о. Президента |
| 5 |               | Каис Саид (1958—) араб. قيس سعيد‎                             | 23 октября 2019     | действующий              | 2019                | Независимый                                                                                            | Президент        |